# غوي أغاج (تكاب)
غوي أغاج هي قرية في مقاطعة تكاب، إيران. عدد سكان هذه القرية هو 1,557 في سنة 2006.